# حسين علييف
حسين علي رضى أغلو علييف – (بالأذرية: Hüseyn Əlirza oğlu Əliyev) رسام أذربيجاني وسوفيتي فنان الشعب أذربيجاني (1982).

## حياته ونشاته
ولد حسين علييف في 22 أبريل لعام 1911 في جوماردلي لمنطقة زنكازور. كان يبلغ من العمر 12 عامًا عندما رسم أول منظر طبيعيه له كفنان.
تلقى تعليمه في مدرسة الفنون في باكو بين 1927-1932.
في 1922-1931 هو عمل مع مجلة «الملا نصر الدين» وتم نشرعدد من رسوماته في صفحات المجلة.
منذ تخرجه حسين علييف من معهد لينينغراد للرسم والعمارة والنحت من 1935 حتى تقاعده عمل كرسام الرئيسي اولا في قسم التصميم الفني لمجلة الشعب وثم مديرقسم التصميم الفني منذ 4 أكتوبر لعام 1935.
شارك حسين علييف في الحرب الوطنية العظمى وكان تمنح بوسام «صداقة الشعوب» وبميدالية «الذكرى الثلاثين للحرب الوطنية العظمى» على خدماته المشرف في جبهة ومن أجل الدفاع القوقاز.
حسين علييف هو عضوا في اتحاد الفنانين الأذربيجانيين منذ 1940.
حصل حسين علييف فنان حائز على لقب الجدارة في 1977 ورسام الشعب في 1982.

توفي حسين علييف في 25 مايو لعام 1991.
- حسين علييف هو الشقيق الكبير للرئيس الثالث لأذربيجان حيدر علييف.